# Велислава Петрова (микробиоложка)
Вижте пояснителната страница за други личности с името Велислава Петрова.
Велислава Петрова е българска микробиоложка, доктор по вирусология (2017), бивш заместник-министър на външните работи на България, от 7 януари 2022 г. до 13 юни 2023 г.

## Биография
Петрова е родена в град Сандански през юни 1990 г. Завършва средното си образование в Националната природо-математическа гимназия „Акад. Л. Чакалов“ (2009) в София. Висше образование следва във Великобритания, където завършва със степен бакалавър по специалността „Микробиология с година в индустрията“ в Бристолския университет (2013).
Продължава с докторантура в Кеймбриджкия университет, където получава пълна стипендия от Сангер Институт – най-големия център за геномни изследвания в Европа. По време на докторантурата си патентова нов метод за генетичен анализ на имунната система, с който отрива как вирусът на морбили предизвиква имунна амнезия. Нейното откритие е включено в 100-те най-влиятелни научни трудове за 2019 г. и е отразено в редица международни медии (BBC, Financial Times, Forbes, Time Magazine).

## Професионално развитие
Петрова печели стипендията на ректора на Университета в Кеймбридж за млади лидери в сферата на устойчивото развитие и глобалното здраве. Включва се в екип от научни експерти от Кеймбридж, който разработва нови стратегии за бързо откриване на епидемични огнища в отдалечени региони в Африка. Екипът изгражда мобилни лаборатории, поддържани от слънчева енергия, и провежда мисия в Сиера Леоне по време на епидемия от жълта треска през 2019 г.
Петрова работи като консултант за Коалицията за иновации за епидемична готовност в Осло върху стратегии за контрол на векторно-предавани инфекции. Като член на екипа по иновации в Агенцията за ХИВ/СПИН на ООН работи върху здравни иновации, свързани с дигитализация и изкуствен интелект.
От края на 2020 г. Петрова е старши мениджър в екипа по здравна политика в Глобалния алианс за ваксини и имунизации, където работи по стратегии за инвестиция във ваксини за патогени с епидемичен потенциал.
Участва в редица научни конференции в сферата на имунологията и прави TEDx презентация, фокусирана върху бъдещето на геномните изследвания и персонализираната медицина. През 2020 г. е лектор на Софийския фестивал на науката, където изнася лекция за бъдещето на медицината и ролята на технологиите в нея.
Консултант е на Организацията на обединените нации и редица други международни организации в сферата на здравното законодателство и иновациите. Тя е и водещ експерт в проект на Световната банка за оценка на риска от инфекциозни болести в България, възложен от Министерството на вътрешните работи, по Националната програма за намаляване на риска от бедствия (2021 – 2025).
От август 2020 до юни 2021 г. е експерт по оценка на риска от бедствия към Групата на Световната банка.
През 2021 г. е финалист в конкурса „Най-изявените млади личности“ и представлява България в категорията „Иновации в медицината“ на световния финал в Южна Африка.

## Научни открития
По време на стажа си в „Сангер Институт“ работи над методи за секвениране на РНК вируси в ситуация на епидемична опасност. Член е на екипа, анализирал еволюцията на МЕРС коронавирус след епидемия в Саудитска Арабия през 2012 г.
Докторантурата ѝ е фокусирана върху имунната генетика и характеризирането на имунния отговор при ваксини и инфекции. Тя разработва нов метод за секвениране на имуноглобулиновите гени в Б имунните клетки, който впоследствиe патентова. Този метод е в основата на научното ѝ откритие за механизмите на имунна амнезия, предизвикани от морбили вирус, при хора, които не се ваксинират.
След докторантурата си Петрова използва подобна методология за изследване на имунния отговор при авотимунни заболявания, анализирайки индивидуални имунни клетки от пациенти с Болестта на Крон и улцерозен колит.

## Политическа кариера
Петрова е предложена от ПП „Има такъв народ“ за състава на два нереализирали се кабинета:
- министър на здравеопазването – на 12 юли 2021 г.[11]
- министър на образованието, науката и иновациите – на 3 август 2021 г.[12]

Велислава Петрова е назначена за заместник-министър на външните работи от 7 януари 2022 г. в правителството на Кирил Петков. Отговаря за ресорите международни организации (ООН, Съвет на Европа), икономическа дипломация и помощ за развитие, права на човека, двустранна дипломация с държавите от Азия и Африка и консулски въпроси.
От март 2024 г. Петрова е главен програмен директор на „Международния център за бъдещите поколения“ в Брюксел, Белгия.